# Ciulnița
Ciulnița là một xã thuộc hạt Ialomița, România. Dân số thời điểm năm 2002 là 2556 người.